# Haus Zentrum
Das Haus Zentrum ist ein Bürogebäude in der Altstadt von Zug. Es wurde von 1959 bis 1960 nach Plänen des Architekten Hanns Anton Brütsch gebaut. Das Bürogebäude ist ein Kubus aus Beton, Glas und Leichtmetall, der stark mit den umgebenden Altstadthäusern kontrastiert.

## Geschichte

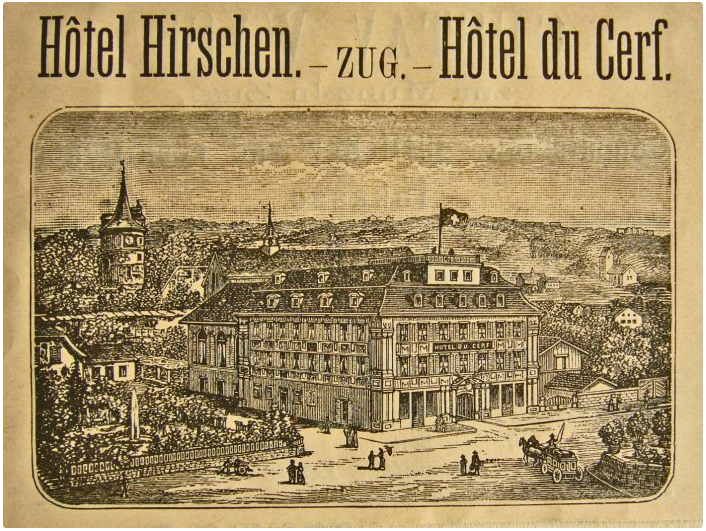
Hotel Hirschen um 1900

Das Haus Zentrum wurde an der Stelle des Hotels Hirschen erbaut. Dieses entstand nach einem Brand von 1795 als Wirtshaus mit einem Lichthof, um den herum Gaststuben, Vereinslokale und Säle angelegt waren.
Von einem Konsortium aus Kreisen der katholisch-konservativen Partei, heute CVP, wurde der Hirschen 1957 unter der Hand an ein Konsortium Zentrum verkauft. Der Stadtrat verhandelte ab Januar 1958 mit den neuen Eigentümern, um auf der Hirschen-Liegenschaft ein Stadthaus zu erbauen. Während der geheimen Verhandlungen zwischen der Stadt und dem Konsortium wurde der Gastbetrieb im Herbst 1958 eingestellt. Im Februar 1959 reichte das Konsortium ein Baugesuch für ein Bürogebäude ein. Im Juni wurde das Hotel abgebrochen. Gleichzeitig legte der Stadtrat einen Kaufvertrag für die Liegenschaft vor.
In einer umstrittenen Abstimmung, die am 26. Juli 1959 stattfand, wurde der Kauf gegen die Ja-Parole der konservativ-christlichsozialen Partei abgelehnt. Eine Immobiliengesellschaft kaufte darauf die Liegenschaft und beauftragte einen Generalunternehmer, die Pläne von Hanns A. Brütsch für das Haus Zentrum auszuführen.  
In einem Bebauungsplan wurde 1962 das Erstellen von Neubauten in diesem Teil der Altstadt verschärft. Entgegen den Absichten des Architekten konnten keine weiteren modernen Neubauten um das Haus Zentrum erstellt werden. Der isolierte Glaskubus wurde zu einem jahrzehntelangen politischen Streitobjekt. Mehrmals wurde der Abriss dieser „architektonischen Scheusslichkeit“ gefordert.
Das Haus Zentrum besteht mehrheitlich aus Büroräumen der Stadtverwaltung. Auch ein Anbau, der als Ersatz für das Restaurant diente, wird heute als Sitzungszimmer genutzt. Zwischen 2007 und 2009 wurde das Haus erneuert und energetisch saniert.
Seit 2013 hängt eine Nase von Luca Degunda an der Fassade des Hauses Zentrum.